# Quelqu'un de bien (film, 2002)
Pour les articles homonymes, voir Quelqu'un de bien.
Pour plus de détails, voir Fiche technique et Distribution.
Quelqu'un de bien est un film français de Patrick Timsit sorti en 2003.

## Synopsis
Pierre et Paul sont frères et ne se parlent plus depuis des années. Mais quand Pierre découvre qu'il est malade et qu'il a un besoin urgent d'une greffe de foie, son frère s'avère être le seul donneur possible.

## Fiche technique
- Titre : Quelqu'un de bien
- Réalisation : Patrick Timsit, assisté de Vincent Trintignant et Paul Gueu
- Scénario : Patrick Timsit, Jean-François Halin et Jean-Carol Larrivée
- Directeur de la photo : Vincenzo Marano
- Montage : Catherine Renault
- Musique : Nicolas Errèra
- Pays d'origine :  France
- Format : couleurs
- Genre : comédie
- Durée : 100 minutes
- Date de sortie : 16 octobre 2003
- Budget : 9,91 millions d'euros

## Distribution
- Patrick Timsit : Pierre Venturi
- José Garcia : Paul Venturi
- Marianne Denicourt : Marie
- Élise Tielrooy : Élisabeth
- Natacha Lindinger : Virginie
- Gérard Rinaldi : Serge, directeur du centre de thalassothérapie
- Xavier de Guillebon : Pr Choiseul
- Eliott Berthelot : un enfant de cœur
- Alice Béat : Julie
- Georges Staquet : Nénesse

## Tournage
Le film a été tourné
- dans les Pyrénées-Atlantiques
- dans l'Essonne
- dans les Yvelines
- dans le Pas-de-Calais
- en Ille-et-Vilaine